# Lowepro
Lowepro — американская компания, расположенная в городе Петалума и специализирующаяся на производстве сумок, чехлов, рюкзаков для фото- и видеотехники и ноутбуков. Основана в 1967 году альпинистом Грэгом Лоу, как часть компании «Lowe Alpine».

## История
В 1967 году Грэг Лоу в собственном гараже изобрёл первый в мире рюкзак с внутренним каркасом. С помощью этого продукта он смог основать компанию Lowepro. В 1992 году компания запатентовала чехол от дождя и брызг AW. С тех пор он устанавливается практически на все сумки и рюкзаки Lowepro.